# Шижага
Шижа́га (каз. Шижаға) — село у складі Аральського району Кизилординської області Казахстану. Адміністративний центр Аккумського сільського округу.
У радянські часи село називалось Совхоз Аральський.
Населення — 2143 особи (2021; 2198 у 2009, 2423 у 1999, 1908 у 1989).